# Mouscron
Mouscron (neerlandeză Moeskroen, dialectul picard: Moucron) este un oraș francofon din regiunea Valonia din Belgia. Mouscron este una dintre comunele belgiene cu facilități lingvistice pentru populația flamandă. La 1 ianuarie 2008 comuna Mouscron avea o populație totală de 53.760 locuitori.

## Geografie
Comuna actuală Mouscron a fost formată în urma unei reorganizări teritoriale în anul 1977, prin înglobarea într-o singură entitate a patru comune învecinate. Suprafața totală a comunei este de 40,08 km². Comuna Mouscron este subdivizată în secțiuni, ce corespund aproximativ cu fostele comune de dinainte de 1977. Acestea sunt:
| - I. Mouscron - II. Luingne - III. Herseaux - IV. Dottignies |

Localitățile limitrofe sunt:
| În Belgia: | În Franța:                                             |
| - Comuna Menen: - a. Rekkem - Comuna Kortrijk: - b. Aalbeke - c. Rollegem - d. Bellegem - e. Kooigem - Comuna Spiere-Helkijn - e. Spiere - Comuna Pecq - f. Warcoing - Comuna Estaimpuis - g. Saint-Léger - h. Evregnies - i. Estaimpuis | - k. Wattrelos - l. Toerkonje - m. Neuville-en-Ferrain |

## Localități înfrățite
- Franța: Tourcoing;
- Franța: Fécamp;
- Germania: Rheinfelden;
- Franța: Liévin;
- România: Miercurea Nirajului.